# Darcy Robinson
Darcy Robinson (né le 3 mai 1981 à Kamloops, dans la province de la Colombie-Britannique au Canada - mort le 27 septembre 2007 à Asiago en Italie) est un joueur professionnel de hockey sur glace.

## Carrière en club
Il commence sa carrière dans la Ligue de hockey de l'Ouest, ligue junior de la Ligue canadienne de hockey, avec les Blades de Saskatoon en 1997-1998. Deux saisons plus tard, il est choisi lors du repêchage d'entrée dans la Ligue nationale de hockey de 1999 par les Penguins de Pittsburgh en tant que 233e choix de la huitième ronde. Il décide de continuer sa carrière au niveau junior et en 2000-2001, il rejoint en cours de saison l'équipe des Rebels de Red Deer avec qui il va remporter la Coupe Memorial.
La saison suivante, il signe son premier contrat professionnel et même s'il n'évolue pas avec Pittsburgh, il rejoint les équipes affiliées à la franchise de la LNH : il commence la saison dans l'effectif des Nailers de Wheeling de l'ECHL avant de finir la saison avec les Penguins de Wilkes-Barre/Scranton de la Ligue américaine de hockey.
Après quatre saisons avec les Penguins de WBS, il décide de quitter l'Amérique du Nord et de tenter sa chance dans la Série A italienne avec l'équipe de l'Associazione Sportiva Asiago Hockey.
Lors du premier match de la saison 2007-08 de la Série A, il s'écroule au cours du premier tiers-temps d'un match opposant son équipe à celle de Renon. Il est conduit à l'hôpital mais il est déjà mort quand il y arrive.

## Statistiques
Pour les significations des abréviations, voir Statistiques du hockey sur glace.
| Saison    | Équipe              | Ligue   |     | Saison régulière | Saison régulière | Saison régulière | Saison régulière | Saison régulière |   | Séries éliminatoires | Séries éliminatoires | Séries éliminatoires | Séries éliminatoires | Séries éliminatoires |
| Saison    | Équipe              | Ligue   | PJ  | B                | A                | Pts              | Pun              | PJ               | B | A                    | Pts                  | Pun                  |                      |                      |
| 1997-1998 | Blades de Saskatoon | LHOu    | 62  | 1                | 2                | 3                | 84               | 4                | 0 | 0                    | 0                    | 2                    |                      |                      |
| 1998-1999 | Blades de Saskatoon | LHOu    | 48  | 3                | 6                | 9                | 86               |                  |   |                      |                      |                      |                      |                      |
| 1999-2000 | Blades de Saskatoon | LHOu    | 59  | 5                | 9                | 14               | 91               | 10               | 1 | 3                    | 4                    | 13                   |                      |                      |
| 2000-2001 | Blades de Saskatoon | LHOu    | 41  | 2                | 6                | 8                | 80               |                  |   |                      |                      |                      |                      |                      |
| 2000-2001 | Rebels de Red Deer  | LHOu    | 30  | 1                | 5                | 6                | 70               | 20               | 1 | 1                    | 2                    | 20                   |                      |                      |
| 2001-2002 | Nailers de Wheeling | ECHL    | 10  | 2                | 3                | 5                | 43               |                  |   |                      |                      |                      |                      |                      |
| 2001-2002 | Penguins de WBS     | LAH     | 40  | 0                | 5                | 5                | 35               |                  |   |                      |                      |                      |                      |                      |
| 2002-2003 | Nailers de Wheeling | ECHL    | 1   | 0                | 1                | 1                | 0                |                  |   |                      |                      |                      |                      |                      |
| 2002-2003 | Penguins de WBS     | LAH     | 48  | 1                | 7                | 8                | 89               | 6                | 1 | 0                    | 1                    | 5                    |                      |                      |
| 2003-2004 | Penguins de WBS     | LAH     | 57  | 2                | 6                | 8                | 64               | 1                | 0 | 0                    | 0                    | 0                    |                      |                      |
| 2004-2005 | Penguins de WBS     | LAH     | 13  | 0                | 0                | 0                | 49               |                  |   |                      |                      |                      |                      |                      |
| 2004-2005 | Nailers de Wheeling | ECHL    | 5   | 0                | 0                | 0                | 4                |                  |   |                      |                      |                      |                      |                      |
| 2005-2006 | Asiago              | Série A | 40  | 4                | 4                | 8                | 111              |                  |   |                      |                      |                      |                      |                      |
| 2006-2007 | Asiago              | Série A | 26  | 6                | 3                | 9                | 66               |                  |   |                      |                      |                      |                      |                      |
| Totaux    | Totaux              | Totaux  | 480 | 27               | 57               | 84               | 872              | 41               | 3 | 4                    | 7                    | 40                   |                      |                      |